# Distrikt Callería
Der Distrikt Callería liegt in der Provinz Coronel Portillo in der Region Ucayali in Ostzentral-Peru. Der Distrikt wurde am 13. Oktober 1900 gegründet. Der Distrikt Callería hat eine Fläche von 11.653 km². Beim Zensus 2017 wurden 149.999 Einwohner gezählt. Im Jahr 2007 lag die Einwohnerzahl bei 136.478. Verwaltungssitz des Distriktes ist die 157 m hoch gelegene Stadt Pucallpa mit 144.207 Einwohnern (Stand 2017). Pucallpa liegt am Westufer des Río Ucayali und ist Provinz- und Regionshauptstadt.

## Geographische Lage
Der Distrikt Callería liegt am Westrand des Amazonasbeckens im Nordosten der Provinz Coronel Portillo. Mit Ausnahme der Stadt Pucallpa liegt der Distrikt auf der östlichen Uferseite des Río Ucayali. Im Osten erstreckt sich der Distrikt über die Einzugsgebiete der Flüsse Río Abujao, Río Utiquinia, Río Callería und Río Tacshitea. Im Nordosten des Distrikts liegt der Nationalpark Sierra del Divisor.
Der Distrikt Callería grenzt im Süden an den Distrikt Masisea, im Südwesten an die Distrikte Manantay, Campoverde und Nueva Requena, im Nordwesten an die Distrikte Padre Márquez und Contamana (beide in der Provinz Ucayali), im Norden an den Distrikt Alto Tapiche (Provinz Requena) sowie im Osten an den brasilianischen Bundesstaat Acre. Dort liegen die Verwaltungsbezirke Mâncio Lima, Rodrigues Alves und Cruzeiro do Sul.